# Hrvatski gimnastički savez
Hrvatski gimnastički savez hrvatska je krovna gimnastička organizacija.
Međunarodni naziv za Hrvatski gimnastički savez je Croatian Gymnastic Federation.
Utemeljen je 6. studenoga 1904. godine na Sušaku u Rijeci kao Hrvatski sokolski savez. Poslije II. svjetskoga rata aktivnosti gimnastičara odvijaju se u gimnastičkim sekcijama fiskulturnih društava koje je okupljao Odbor za gimnastiku Fiskulturnoga saveza Hrvatske, osnovan 1945. Gimnastički savez Hrvatske utemeljen je 1948. Od 1951. gimnastičari su djelovali u sklopu Saveza za tjelesni odgoj Partizan Hrvatske. Samostalni gimnastički savez ponovno je osnovan 1962.
Član je Međnarodne gimnastičke federacije (FIG) od 26. lipnja 1907. godine i Europskog gimnastičkog saveza (UEG).
Sjedište saveza je na Trgu Krešimira Čosića 11, u Zagrebu.

## Športska gimnastika

### Osvojene medalje
Nakon Svjetskog prvenstva 2019. godine u Stuttgartu
| Natjecanje         |   |   |   | Ukupno |
| ------------------ | - | - | - | ------ |
| Olimpijske igre    | 0 | 1 | 0 | 1      |
| Svjetska prvenstva | 1 | 2 | 1 | 4      |
| Europska prvenstva | 1 | 4 | 2 | 7      |
| Ukupno             | 2 | 7 | 3 | 12     |

### Olimpijske igre
do 2021.

#### Pojedinačno
Posljednje finale: 2020. T.Srbić